# William Dazzani
William Dazzani (Castel San Pietro Terme, 18 dicembre 1966) è un ex ciclista su strada e dirigente sportivo italiano.

## Carriera
Tra i dilettanti vinse diverse gare, tra cui la Coppa San Bernardino a Lugo e la Coppa del Mobilio a Ponsacco.
Corse per sole tre stagioni fra i professionisti, dal 1989 al 1991, vincendo una tappa della Settimana Ciclistica Internazionale nel 1990; sempre in questa stagione concluse al decimo posto la Milano-Sanremo, al terzo la Cronostaffetta e al quinto il Giro di Romagna. Nella stagione 1991 fu vittima di un grave incidente proprio alla Settimana Internazionale, cadendo rovinosamente a terra e mettendo di fatto termine alla sua carriera professionistica.
Dal 2000 fino al 2002 ricoprì il ruolo di dirigente in formazioni ciclistiche femminili, guidando tra le altre Fabiana Luperini. Terminò la sua carriera nel 2003, accusato di traffico di sostanze dopanti.

## Palmarès
- 1985 (Dilettanti)

Coppa San Bernardino
- 1986 (Dilettanti)

Trofeo Angelo Dall'Agata
- 1987 (Dilettanti)

Trofeo Mauro Pizzoli
Milano-Bologna
- 1988 (Dilettanti)

Coppa Mobilio Ponsacco
- 1990 (Italbonifica, una vittoria)

6ª tappa Settimana Ciclistica Internazionale (Messina > Capo d'Orlando)

## Piazzamenti

### Grandi Giri
- Giro d'Italia

1991: ritirato (6ª tappa)

### Classiche monumento
- Milano-Sanremo

1990: 10º